# Imbrasia
Imbrasia é um gênero de mariposa pertencente à família Bombycidae.